# Tadeusz Baird
Tadeusz Baird, född 26 juli 1928 i Grodzisk Mazowiecki, död 2 september 1981, var en  polsk modernistisk tonsättare.
Baird var en av initiativtagarna till Warszawa-höst internationell festival för samtida musik (Warszawska Jesień - Międzynarodowy Festiwal Muzyki Współczesnej) (sedan 1956). Från 1974 var han lärare i komposition vid musikhögskolan i Warszawa.